# DuckTales: The Quest for Gold
DuckTales: The Quest for Gold is een platformspel ontwikkeld door Incredible Technologies. Het spel werd in 1990 uitgebracht door Walt Disney Computer Software voor de Amiga, Apple II-familie, Atari ST, Commodore 64 en het besturingssysteem DOS.
De Amiga- en DOS-versie bevatten een kopieerbeveiliging in de vorm van een wachtwoord. De speler moet met behulp van de handleiding de symbolen op het scherm ontcijferen. Indien de speler een incorrecte code opgeeft, wordt hij of zij aangezien voor een Zware Jongen.

## Gameplay
Govert Goudglans daagt Dagobert Duck uit voor een wedstrijd om te zien wie de rijkste eend ter wereld is. Ze krijgen elk dertig dagen de tijd om hun vermogen uit te breiden. De speler begint in het kantoor van Dagobert. Hier kan de speler op verkenning gaan, de beurs beïnvloeden of een duik nemen in de kluis om zo een zeldzame munt te vinden.
Via de verkenningskaart aan de muur kan de speler een bestemming uitkiezen. Het spel bevat vier verschillende scenario's. De speler wordt naar zijn bestemming gebracht door Turbo McKwek.

## Platforms
| Platform     | Jaar |
| ------------ | ---- |
| Amiga        | 1990 |
| Apple II     | 1990 |
| Atari ST     | 1990 |
| Commodore 64 | 1990 |
| DOS          | 1990 |

## Ontvangst
| Beoordeeld door | Platform | Datum            | Score |
| --------------- | -------- | ---------------- | ----- |
| The DOS Spirit  | DOS      | 21 december 2008 | 83%   |
| Amiga Joker     | Amiga    | februari 1991    | 66%   |
| Power Play      | DOS      | mei 1991         | 13%   |
| Power Play      | Amiga    | april 1991       | 13%   |